# Горішнє Белево
Горішнє Бе́лево (болг. Горно Белево) — село в Старозагорській області Болгарії. Входить до складу общини Братя-Даскалові.

## Населення
За даними перепису населення 2011 року у селі проживали 264 особи.
Національний склад населення села:
| Національність   | Кількість осіб | Відсоток |
| ---------------- | -------------- | -------- |
| болгари          | 221            | 83,7%    |
| цигани           | 30             | 11,4%    |
| турки            | 8              | 3,0%     |
| інша             | 0              | 0%       |
| не визначились   | 5              | 1,9%     |
| Всього відповіли | 264            |          |

Розподіл населення за віком у 2011 році:
Динаміка населення: